# Anfiteatro de Autun
El anfiteatro de Autun es un anfiteatro romano construido en la ciudad hedua de Augustodunum (actual Autun, en el  departamento de Saona y Loira) durante la segunda mitad del siglo I y desaparecido en el siglo XVIII. Se encuentra junto al teatro, que se ha conservado, y era uno de los mayores anfiteatros del Imperio romano. 

## Descripción

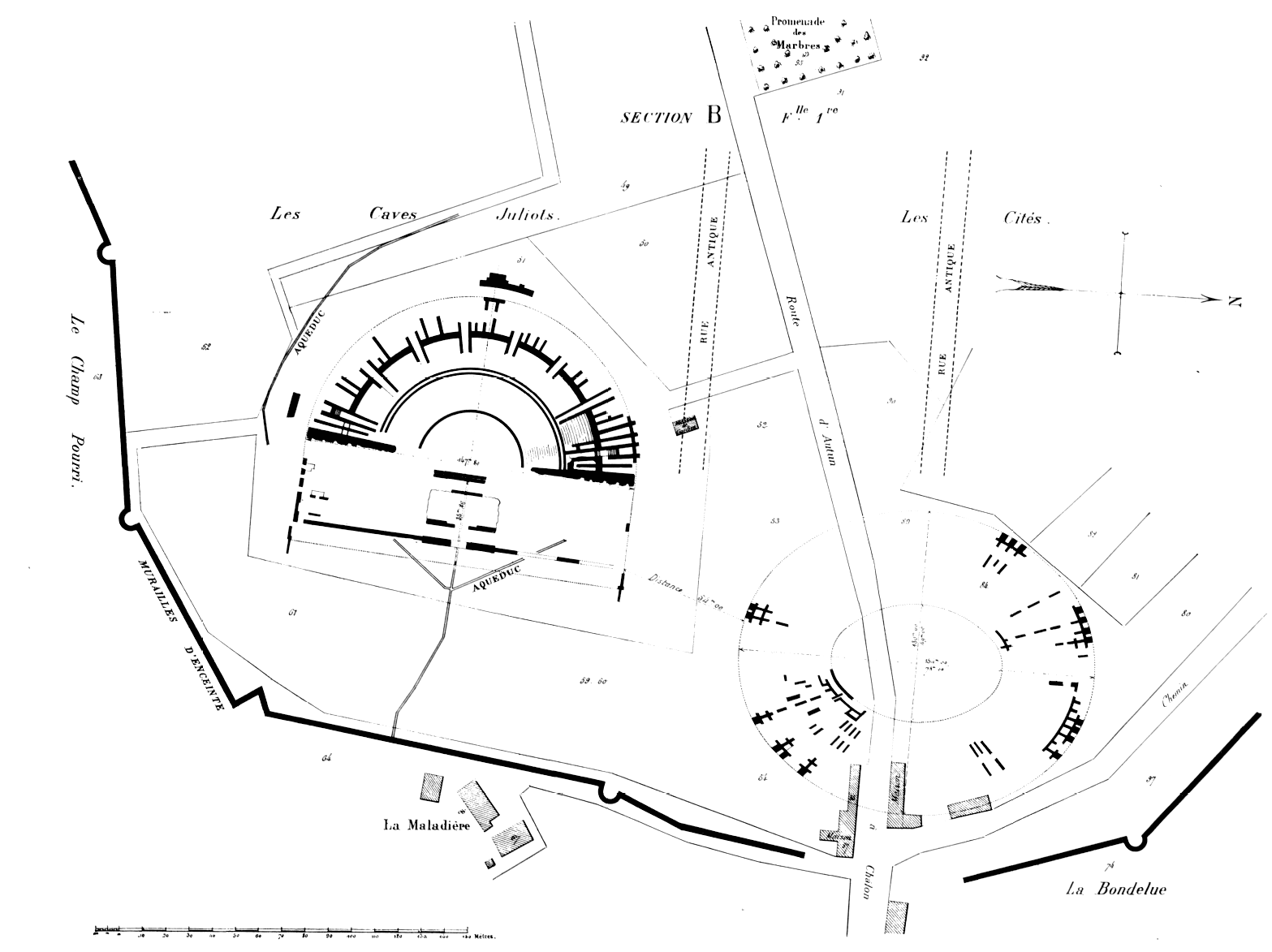
Estudio del de Jean Roidot-Déléage, publicado en 1963. A la izquierda el teatro, a la derecha el anfiteatro.

El anfiteatro estaba situado en la periferia oriental de la ciudad, cerca del teatro, concretamente a 54 metros al norte-noroeste. Formaban un conjunto monumental; el teatro es el más grande de la Galia romana. Son de tipo clásico romano  y presentan grandes similitudes arquitectónicas, por lo que cabe suponer que se construyeron en un proyecto común en la época flavia, entre el 69 y el 96.
Fue completamente destruido hace varios siglos, pero se conoce su aspecto por las menciones antiguas, un grabado del siglo XVI y las excavaciones del siglo XIX, de las que se ha elaborado un plano. Tácito en el siglo II, escribió en sus Anales que en el año 21, durante el reinado de Tiberio, existía una escuela de gladiadores en Augustodunum. Esta afirmación aún no ha sido confirmada por la arqueología, pero abre la posibilidad de que existiera un anfiteatro anterior, posiblemente de madera.
Sus dimensiones eran 158, 154  o 150 metros por 130, con una arena de 74 metros por 49. Era el mayor anfiteatro conocido de la Galia romana junto con el de Poitiers  y uno de los mayores conocidos del Imperio romano.
Un fragmento de bóveda conservado en el Museo Rolin de Autun y la ilustración del siglo XVI, que parece verosímil, proporcionan información sobre las principales características del anfiteatro. Se componía de dos plantas con arcadas encajadas con pilastras y un ático, con dos galerías circulares en la planta baja y una en el primer piso. Según las excavaciones del siglo XIX, los muros tenían un grosor de 2,30 metros.

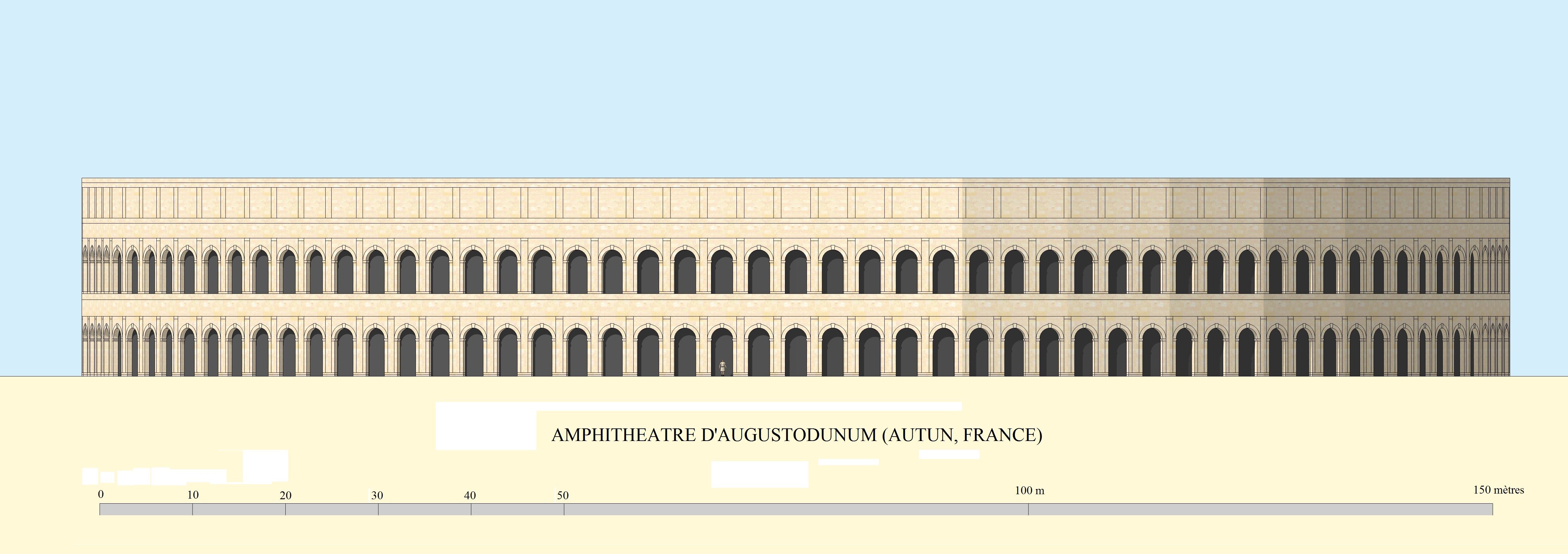
Propuesta de restauración del alzado del anfiteatro de Autun.

## Excavaciones
Las excavaciones fueron realizadas en 1832 y 1844 por la Société éduenne. El arqueólogo Jean Roidot-Déléage elaboró un estudio, que fue redescubierto junto con otros a mediados del siglo XX tras varias décadas de olvido.

## Restos
Los últimos vestigios de los restos del anfiteatro desaparecieron en los siglos XVI y XVII. Los restos se utilizaron como cantera a cielo abierto, especialmente para la construcción de edificios eclesiásticos, y se concedieron derechos de pastoreo. Este vandalismo, autorizado por el ayuntamiento, fue criticado en particular por el erudito parisino Aubin Louis Millin de Grandmaison, que en 1807 advirtió de la desaparición progresiva de los monumentos de Autun.
Su ubicación es atravesada por la avenida del 2e Dragons que conduce a Chalon-sur-Saône. Se puede ver desde una depresión en el borde noreste de la carretera, a la altura de la estación de servicio, a unos cincuenta metros del final del teatro romano.